# اچ‌ام‌اس کمبلتاون (آی۴۲)
اچ‌ام‌اس کمبلتاون (آی۴۲) (به انگلیسی: HMS Campbeltown (I42)) یک کشتی بود که طول آن ۳۱۴ فوت ۴ اینچ (۹۵٫۸۱ متر) بود. این کشتی در سال ۱۹۱۹ ساخته شد.